# به همین خیال باش!
به همین خیال باش! (انگلیسی: Dream On!) فیلمی به کارگردانی «اِد هارکر» است که مابین سال‌های ۱۹۷۵ تا ۱۹۸۰ به شیوهٔ ۱۶ میلی‌متری ساخته شد و در سال ۱۹۸۱ میلادی در «جشنوارهٔ بین‌المللی فیلم مونترآل» به نمایش درآمد.
این فیلم که در سال ۱۹۸۴ به صورت ۳۵ میلی‌متری درآمد و دربارهٔ گروهی بازیگر سینماست که تلاش می‌کنند به اصول هنری/اخلاقی خود پایبند باشند و در عین حال در لس آنجلس دوام بیاورند. فیلم در جشنواره فیلم ساندنس مورد تقدیر قرار گرفت.
اد هریس و پل روبنز پس از این فیلم بود که به شهرت رسیدند.

## بازیگران
- اد هریس
- پل روبنز
- فیلیپ بیکر هال
- استیون هارتلی
- اِرین نیکو

## جوایز
- ۱۹۸۳ - لوحِ تقدیر از جانب «راجر ایبرت» در جشنوارهٔ فیلم‌های سینمایی و ویدئویی (در جشنواره فیلم ساندنس)
- ۱۹۸۳ - جایزهٔ سیمین «جشنواره قاره آمریکا» (هیوستون)